# Jane Bolin
Jane Matilda Bolin (11 d'abril del 1908 – 8 de gener del 2007) fou la primera dona afrodescendent que es llicencià en Dret per la Universitat Yale, la primera que entrà al Col·legi d'Advocats de Nova York i la primera que treballà per a l'ajuntament al Nova York City Law Department. També fou la primera dona afrodescendent jutgessa, i treballà en un tribunal de família de Nova York a partir del 1939.

## Biografia
Jane Matilda Bolin nasqué l'11 d'abril del 1908 a Poughkeepsie, Nova York. Eren quatre germans. Son pare, Gaius C. Bolin, era advocat i el primer home afrodescendent a graduar-se en el Williams College, i sa mare, Matilda Ingram Emery, era una immigrant de les Illes Britàniques que va morir quan Bolin tenia 8 anys. El seu pare exercí l'advocacia a Dutchess County durant 50 anys i fou el primer president afrodescendent del Col·legi d'Advocats de Dutchess County.
Com a filla d'una parella interètnica, Bolin va patir discriminació a Poughkeepsie; hi havia negocis que es negaven a donar-li servei. Bolin cresqué influenciada per articles i imatges d'ajusticiaments extrajudicials de persones negres del sud en The Crisi, la revista oficial de la National Association for the Advancement of Colored People. Bolin era membre de la Smith Metropolitan Ame Zion Church.
Després d'anar a l'institut a Poughkeepsie, no la van deixar matricular-se en el Vassar College per ser negra. Amb 16 anys es matriculà en el Wellesley College de Massachusetts, una dels dos únics estudiants negres de primer any. Davant el rebuig dels estudiants blancs, ella i l'altre estudiant negre se n'anaren a viure junts fora del campus. Es va graduar al 1928 entre els 20 millors de la seua classe i es va matricular en la Yale Law School, en què era l'única estudiant negra i una de les tres úniques dones. Fou la primera dona negra que es llicencià en dret per la Universitat Yale al 1931 i va aprovar l'examen del Col·legi d'Advocats de l'estat de Nova York el 1932.

## Carrera professional
Va exercir amb el seu pare a Poughkeepsie durant un temps abans d'acceptar un lloc de treball a l'ajuntament de Nova York. Es casà amb l'advocat Ralph E. Mizelle al 1933, amb qui també exercí l'advocacia a Nova York. Mizelle fou membre del Gabinet Negre de Franklin Delano Roosevelt, abans de morir al 1943. Bolin tornà a casar-se, amb Walter P. Offutt, ministre de l'Església, que moriria al 1974. Bolin es presentà com a candidata per a la Nova York State Assembly amb el Partit Republicà el 1936, però no la triaren.
El 22 de juliol del 1939, a la Nova York World’s Fair, l'alcalde de Nova York Fiorello La Guàrdia la nomenà jutgessa del tribunal de família. Durant 20 anys, fou l'única jutgessa negra del país. Va exercir com a jutgessa durant 40 anys, fins que es jubilà als 70 anys. Va treballar en defensa d'uns serveis d'infància integradors des del punt de vista ètnic, assegurant-se que s'assignaven funcionaris no discriminats per la seua ètnia o religió, i que les agències de cura a la infantesa finançades amb fons públics acceptaven els infants sense tenir-ne en compte l'ètnia.
Bolin fou activista dels drets de la infantesa i de l'educació. Fou assessora legal del National Council of Negro Women. També consellera de la NAACP, de la National Urban League, del City-Wide Citizens' Committee de Harlem, i de Child Welfare League. Tot i que abandonà la NAACP com a resposta al maccarthisme, continuà molt activa en el moviment de drets civils. Bolin també lluità contra la discriminació ètnica de grups religiosos i donà suport a l'obertura d'una escola per a nens i nenes negres a la ciutat de Nova York.
Rebé reconeixements honorífics del Tuskeegee Institute, Williams College, Hampton University, Western College for Women i de la Morgan State University.